# Daniel Ferro
Pour les articles homonymes, voir Ferro.
Daniel Ferro, né le 10 avril 1921 à New York et mort le 18 novembre 2015 à New York, est un célèbre professeur de chant à la Juilliard School. Il a compté parmi ses élèves des noms fameux comme Kathleen Battle, Ruggero Raimondi, Evelyn Lear, Thomas Stewart, Alan Titus, Robert Smith, Jorge Chaminé, Lucille Beer, Régine Crespin.
Il a fondé le Daniel Ferro Vocal Program à Greve in Chianti, Toscane.